# ハーナウ
ハーナウ（ドイツ語: Hanau, ドイツ語発音: [ˈhaːna͜u]）は、ドイツ連邦共和国ヘッセン州マイン＝キンツィヒ郡の市である。「グリム兄弟の街」（ブリューダー＝グリム＝シュタット）ハーナウはライン＝マイン地方の東部、キンツィヒ川がマイン川に注ぐ河口に面している。この街は、ヘッセン州に 10 ある上級中心都市の 1 つであり、マイン＝キンツィヒ郡に属すゾンダーシュタートゥスシュタット（「特別な地位にある都市」郡所属市でありながら郡独立市と同様の権限・機能を有する都市）である。この街はヘッセン州で6番目に大きな都市である。
かつてハーナウ家およびハーナウ伯の宮廷所在地であったこの街は、マイン＝キンツィヒ地域の経済的・文化的中心であり、重要な交通・鉱業・技術都市である。

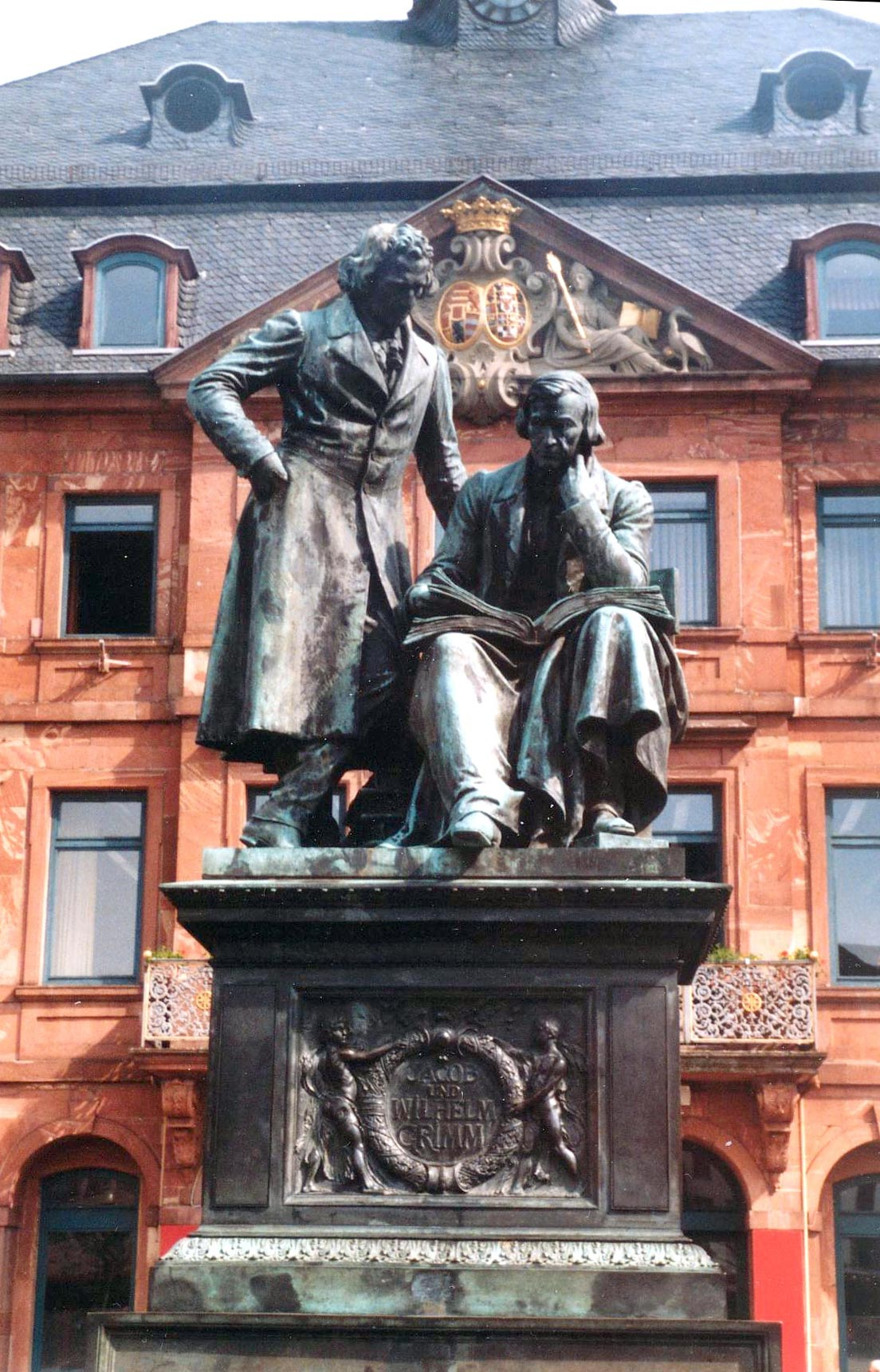
市庁舎前に建つグリム兄弟記念碑

## 地理

### 位置
ハーナウは、ウンターマイン盆地に位置する。この地域は、ヴェッテラウとフォアシュッペサルトの間の盆地であり、オーバーライン盆地の北端にあたる。広大な森林地帯であるブーラウに囲まれている。この街は、キンツィヒタール入口の重要な交通路の交差点。

### 隣接する市町村
ハーナウは、北はシェーネックおよびブルフケーベル、北東はエルレンゼーおよびローデンバッハ（以上、マイン＝キンツィヒ郡）、南東はカール・アム・マイン（バイエルン州アシャッフェンブルク郡）、南はグロースクロッツェンブルク（マイン＝キンツィヒ郡）とハインブルクおよびオーベルツハウゼン、西はミュールハイム・アム・マイン（以上、3市町村はオッフェンバッハ郡）およびマインタール（マイン＝キンツィヒ郡）と境を接している。

### 市の構成
市区: インネンシュタット、ケッセルシュタット、グロースアウハイム、クライン＝アウハイム、ミッテルブーヒェン、シュタインハイム、ヴォルフガング。法的裏付けのない街区としては、ランボイ＝テュンペルガルテン、ヴィルヘルムスバート、ホーエ・タウヌス、ヴェストシュタットがある。

## 歴史

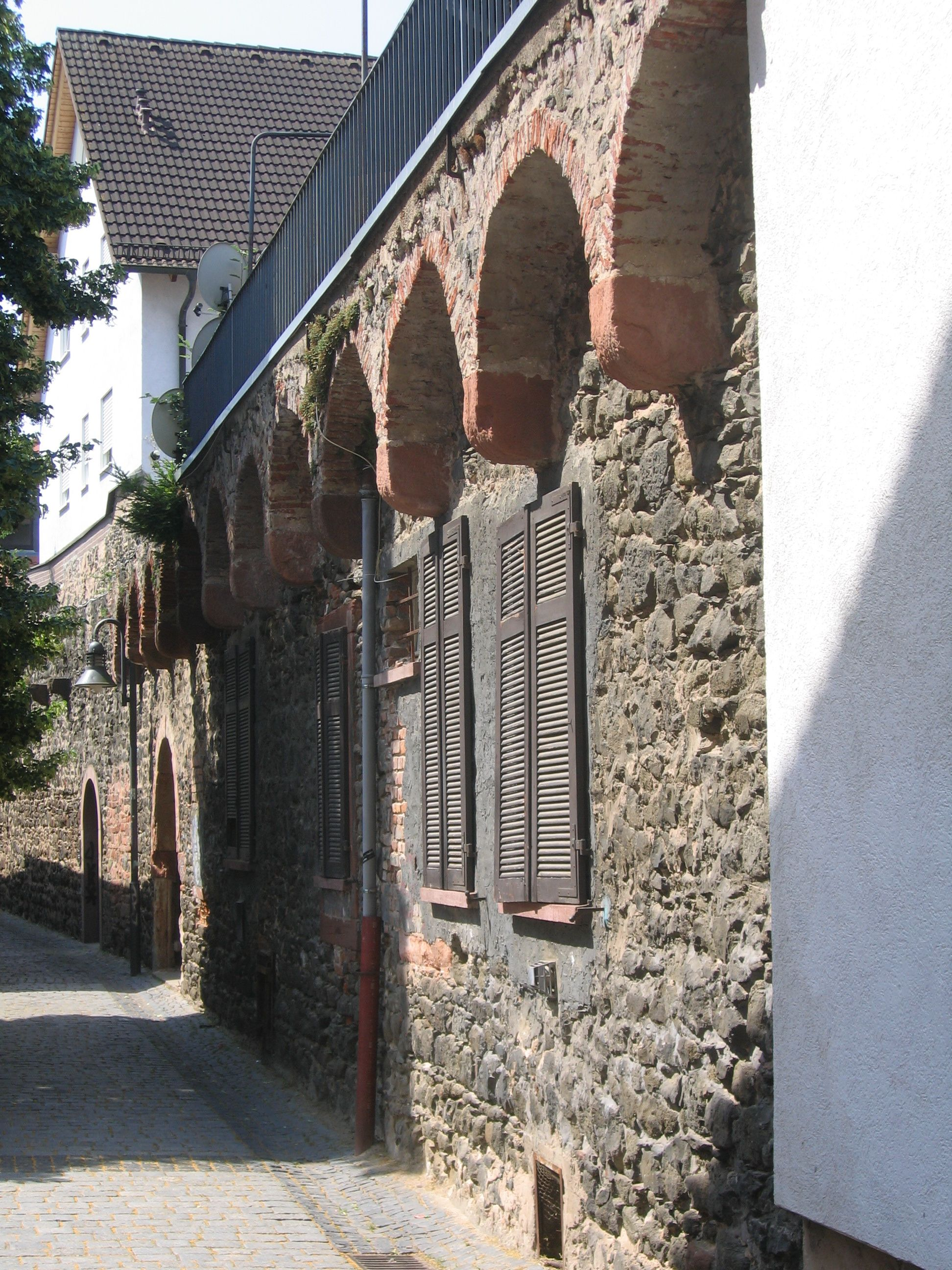
旧市街の市壁跡

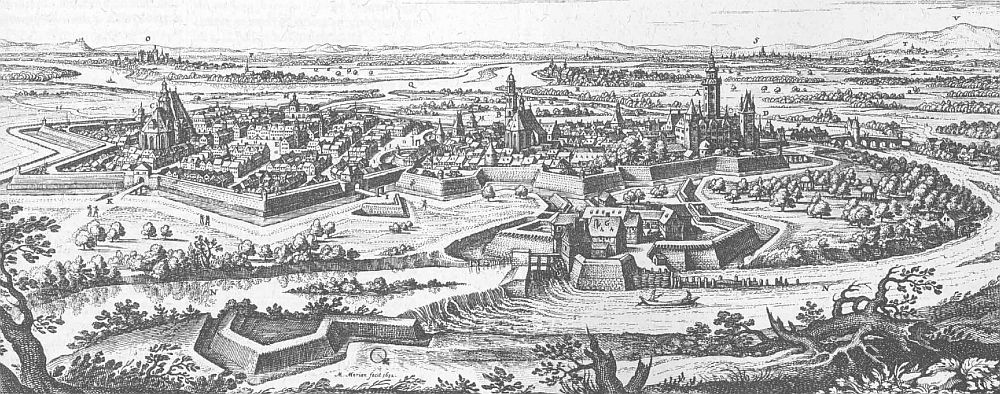
1655年出版のマテウス・メーリアンの銅版画に描かれたハーナウ

### 中世から近代
ハーナウの水城は、1143年に初めて文献に記録されている。城の周囲には、その後集落が形成されていった。1303年2月2日、ローマ王アルブレヒト1世はこの集落ハーナウに市場開催権と都市権を授けた。この権利は、市場を開催し、2人の市長をいただく議会を選出し、農民の自由を保証する（都市の空気は自由にする）ものであった。この頃、最初の市壁建設が始まった。
15世紀に市の人口は増加し、街は大きく拡張した。街の西、最初の市壁の外側にフォアシュタット（衛星都市）が形成された。1470年にこのフォアシュタットは、共通の防衛施設で囲まれた。ハーナウ＝ミュンツェンベルク伯フィリップ2世の下、ルネサンス時代の技術スタンダードに基づく都市防衛施設の建設が1528年に始まった。この防衛施設は、中世に建設された2つの市壁システムに接続した。
この街の、最も大きなそして本質的な発展の契機は、1597年6月1日にフィリップ・ルートヴィヒ2世伯がフランスやスペイン支配下のオランダからのカルヴァン派の難民と契約を結んだことである。難民とともに、多くの資本や手工業の専門知識がこの街に流入した。彼らはノイシュタット（新市街）に定住し、1821年まではハーナウ旧市に干渉されない独立の自立した自治体を形成していた。
フィリップ・ルートヴィヒ2世伯は、また、ユダヤ人コミュニティもハーナウに定住させた。
19世紀にハーナウは、ドイツにおける民主主義運動の拠点となった。1830年と1848年に重要な革命騒動が起こった。ヘッセン選帝侯側の反革命派は1850年11月1日にバイエルンやオーストリアの助力を得てこの街を占領した。このいわゆるバイエルン処罰は1851年の夏に撤収した。
1933年、国家社会主義の権力掌握により民主主義による市政は幕を閉じた。第二次世界大戦の戦前から戦中には、多くの人々、特に「ユダヤ系」の人々が逮捕され、殺害された。ハーナウには1604年から存在するユダヤ人コミュニティがあったが、ナチスによって壊滅させられた。
第二次世界大戦では、1944年の軽い爆撃の後、1945年1月6日と、さらに激しい同年3月19日のイギリス軍による空爆で、ハーナウのインネンシュタットはほぼ完全に破壊された。その破壊は徹底的なもので、残った家屋はわずか7棟だけであった。ハーナウの人口は1万人を下回るまで減少した。
西ドイツの他の多くの都市と同様に、戦後の復興はかつての中世の町並みを最終的に破壊することとなった。都市城館、兵器庫や市立劇場の跡は取り壊され、近代的な建築の用地とされた。それまで遺っていた市壁や都市防衛施設の一部や、旧市街および新市街の住宅地の大部分も同じ運命をたどった。その中にはエーデルハイム宮殿などの保護文化財とされるべき建築も含まれた。
ハーナウは、ヨーロッパにおける最大のアメリカ軍基地の一つとなった。ヴォルフガング市区や近在のエルレンゼー空軍基地を含むハーナウ基地の軍人や軍属は、そのピークとなった冷戦時代（フルダ・ギャップ）には合わせて約3万人に及んだ。2008年8月8日、基地は完全に閉鎖された。約 350 ha もの返還地が遺された。この土地は、新しい住宅地や産業用地に生まれ変わろうとしている。

### 現代
ハーナウの市街の景観は、第二次世界大戦空爆とその後の急速な復興によって変貌した。変化は最近も続いている。フライハイト広場、旧閲兵広場や大広場は、約 22,500 m2 の売り場面積を有する小売業の商業地区や新市立図書館、地下駐車場となった。さらにバスステーションが取り壊され、新たにインネンシュタット広場が建設された。マルクト広場やいくつかの通りも近代化され、拡張された。
ハーナウには世界的に活動している技術系企業が多くある。エボニック、ヘレウス、ユミコア、VAC、ダンロップのタイヤ工場などである。ドイツ国内レベルでは、1980年代にハーナウは原子力企業の所在地となり、やがて閉鎖された放射性物質工場が話題となった。RWE Nukem のかつての敷地は、ジーメンスの支援によってテクノパークに生まれ変わった。

## 宗教

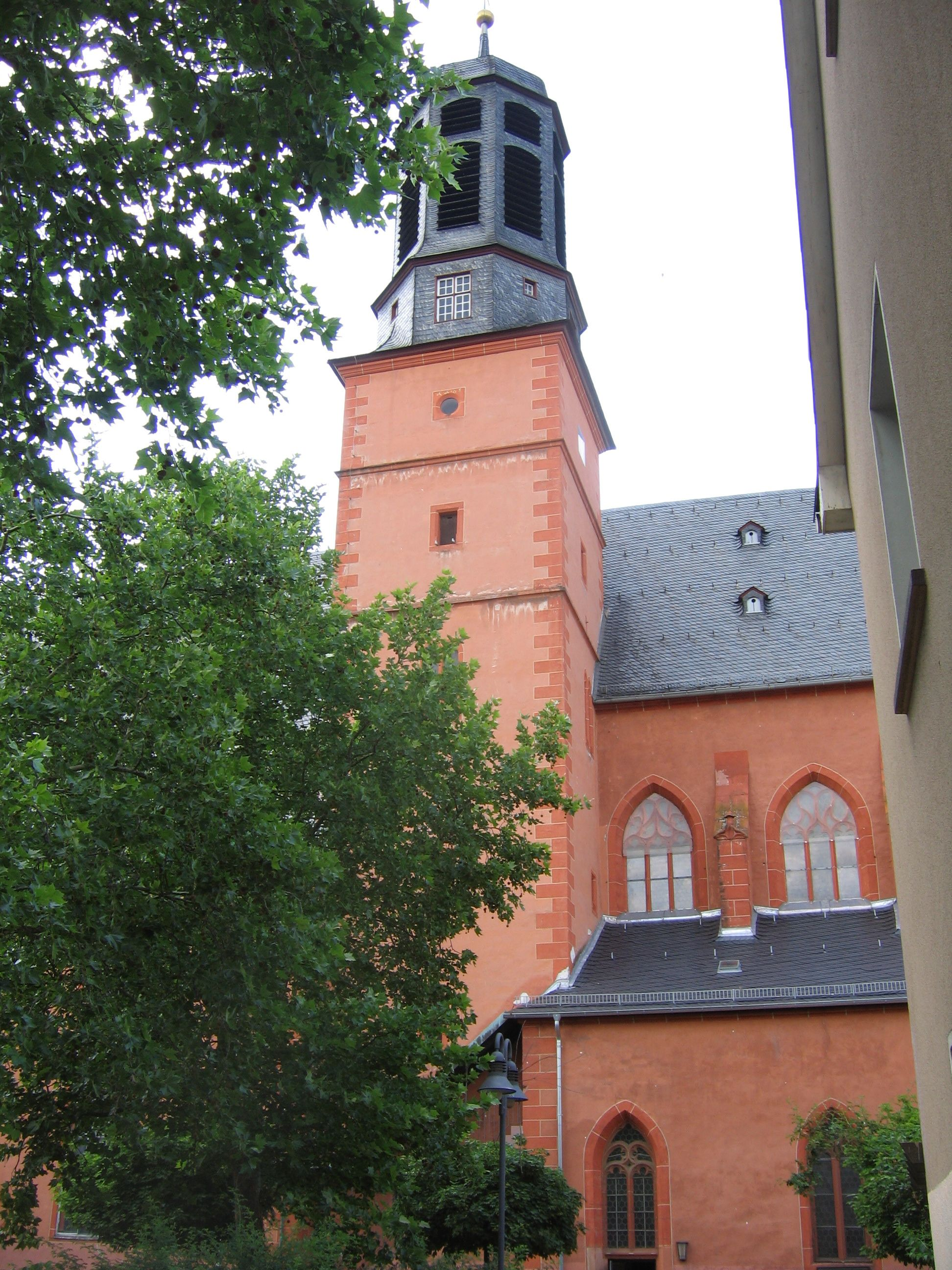
マリア教会

### キリスト教
2003年12月31日現在、ハーナウ住民のうち、27,492人がローマ・カトリック信者、24,410人がプロテスタント信者である。

### イスラム教
この街には7つのモスクがある。また、トルコ語話者のアレヴィー派組織がある。

### ユダヤ教
ハーナウのユダヤ教組織は第二次世界大戦後に再興されている。最初のユダヤ教組織は中世のポグロムの犠牲となった。第二の組織は17世紀の初めに成立し、国家社会主義の恐怖政治によって抹殺された。シナゴーグは放火され、壁で囲まれた。この建物は、現在のノルト通り 40-42番の地所にあった。

## 行政

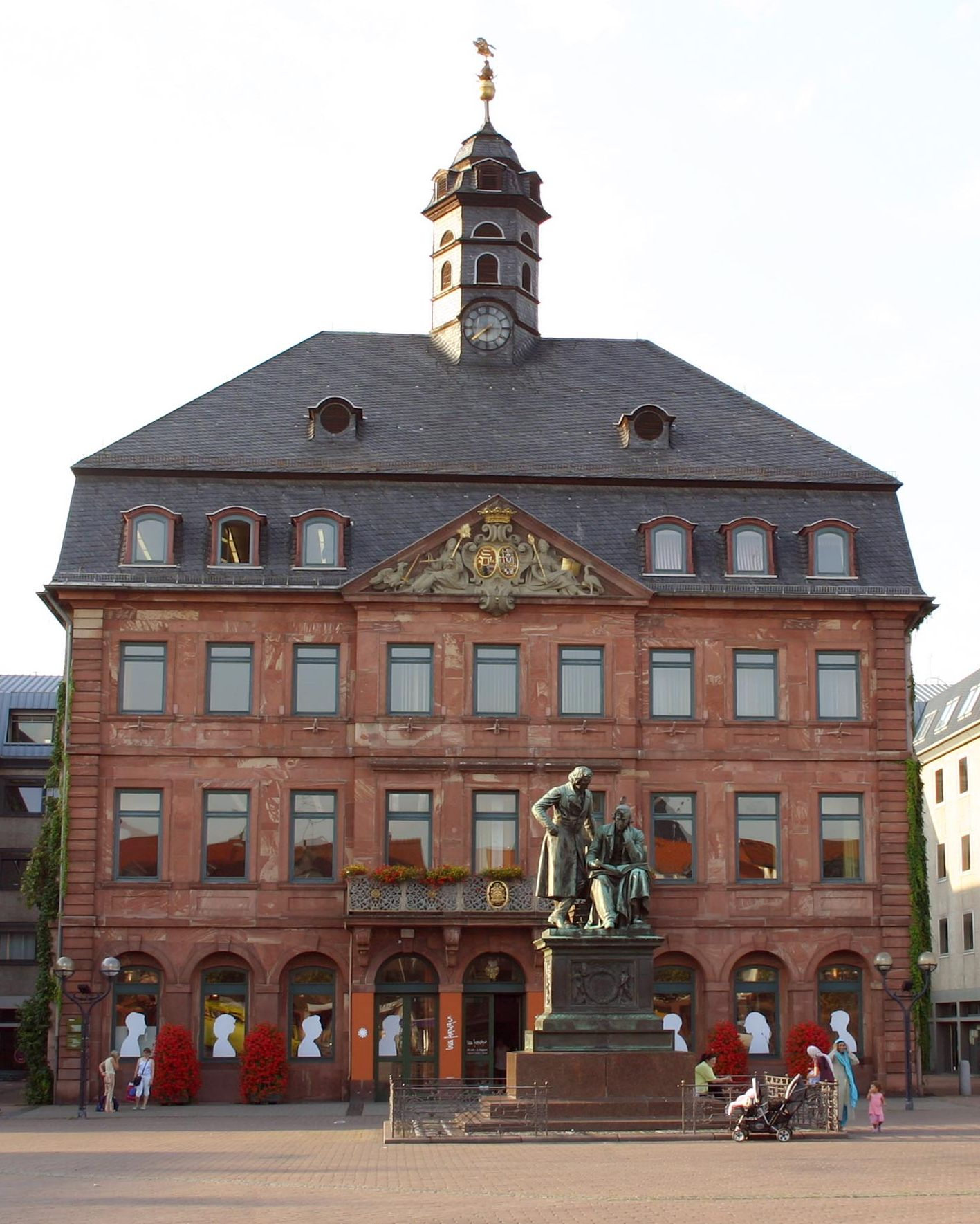
ノイシュタット市庁舎とその前に建つグリム兄弟の記念碑

### 議会
ハーナウの市議会は、59議席からなる。

### 首長
1945年の第二次世界大戦終結から1946年に戦後初の自由選挙が開催されるまで、首長はアメリカ軍政府が指名した。
- 1945年3月28日 - 1945年4月2日　エドゥアルト・フロイント
- 1945年4月3日 - 1945年6月10日　クルト・ブラウム
- 1945年7月5日 - 1946年4月25日　カール・モリトール
- 1946年4月26日 - 1946年7月31日　ヘルマン・クラウゼ

これ以後は、選挙により上級市長が選出された。
- 1946年8月1日 - 1956年3月3日　カール・レーバイン (SPD)
- 1956年4月25日 - 1962年4月24日　ハインリヒ・フィッシャー (SPD)
- 1962年6月2日 - 1971年12月31日　ヘルベルト・ドレーゼ (SPD)
- 1972年1月10日 - 1984年1月9日　ハンス・マルティン (SPD)
- 1984年1月10日 - 1985年5月20日　ヘルムート・クーン (CDU)
- 1985年6月10日 - 1994年6月30日　ハンス・マルティン (SPD)（再選）
- 1994年7月1日 - 2003年5月15日　マルグレート・ヘルテル (CDU)
- 2003年11月17日以降　クラウス・カミンスキー (SPD)

### 紋章
図柄: 黒地と金地に左右二分割。向かって左には、左向き（向かって右向き）に立つ、金の冠を被り赤い舌を出した金の獅子。その周囲に7つの銀の十字がちりばめられている。向かって右には3つの赤い逆 V 字図形（シェブロネル）。金の冠を着けた兜には、赤と金のマントを着け、クレストとして翼を広げ、赤い嘴と赤い舌をもつ銀色の白鳥が描かれている。この紋章は、ハーナウ伯の紋章に由来する。

### 姉妹都市
- ダートフォード（イギリス、ケント）
- 鳥取市（日本、鳥取県）2001年
- ヤロスラヴリ（ロシア、ヤロスラヴリ州）
- コンフラン＝サントノリーヌ（フランス、イヴリーヌ県）
- フランシェヴィル（フランス、ローヌ県）

この他、友好都市として以下の都市がある。
- ヴァルタースハウゼン（ドイツ、テューリンゲン州）1990年
- Pays de Hanau（フランス）

さらに、ハーナウは欧州ナポレオン都市連盟に加盟している。

## 文化と見所

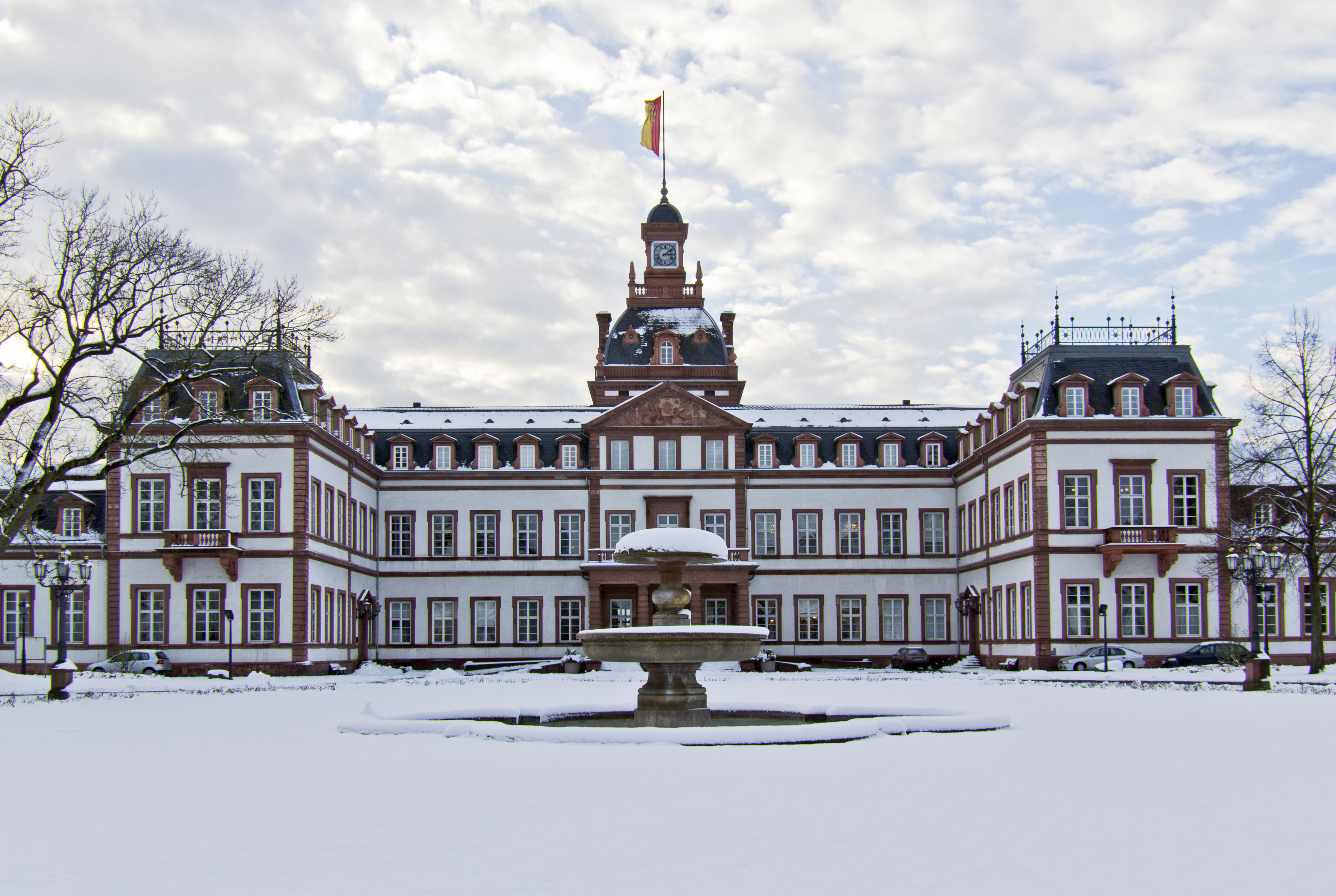
フィリップスルーエ城

### 見所
有名な見所には以下のものがある。
- アルトシュタット: ドイツ金細工師の館（旧アルトシュタット市庁舎）、マリア教会、ハーナウ城館の付属建築物と城館庭園。
- ノイシュタット: ワロン＝オランダ教会、ドイツ体操教会発祥の地、グリム兄弟記念碑。この記念碑はノイシュタット市庁舎のすぐ前に建てられている。ノイシュタット市庁舎はアドヴェントの時期には、ヘッセン最大のアドヴェントカレンダーとなる。ノイシュタット市庁舎のマルクト広場に向いた24枚の窓が芸術家によって輝く絵画で装飾され、聖夜に向けて徐々に披露されて行くのである。
- 周辺地域: マイン川河畔のフィリップスルーエ城には、ハーナウ歴史博物館、ペーパーシアター博物館が入っている。また、歴史的な温泉施設ヴィルヘルムスバートがある。
- 他の市区: クライン＝アウハイム市区の伝統的な猟獣園アルテ・ファサザネリー、シュタインハイム市区の絵に描いたような旧市街。

- ドイツ金細工師の館
- ハーナウ城付属建造物。左: 旧官房庁舎、右: 旧厩舎
- 城館庭園
- ワロン＝オランダ教会
- シュタインハイムの平和広場

### ツーリズム
ハーナウは、ブレーメンを終点とするドイツ・メルヘン街道の出発地である。ドイツ・リーメス街道がハーナウ市区を、ドイツ木組みの家街道がシュタインハイム市区を通っている。この他、ヘッセン・アップルワイン＝果樹ルートの起点でもある。さらに以下の自転車道がハーナウを通っている。
- バーンラートヴェク・ヘッセンは、かつての鉄道の軌道跡を利用して、フォーゲルスベルク山地やレーン山地を通る約 250 km の自転車道である。
- ヘッセン自転車道 R3号線は、マイン＝キンツィヒ自転車道として、リューデスハイムからレーン山地のタンまで通っている。
- マイン自転車道は、白マイン川および赤マイン川の水源から、ライン川との合流点であるマインツにまで至る。
- レギオナルパーク周遊路は、ライン＝マイン地方の多彩な地形を通る 190 km を超える自転車道である。

### 市場と祭

#### 聖ヨハネの火と旧市街祭
シュタインハイムの守護聖人である洗礼者ヨハネの日の前夜にあたる6月23日にシュタインハイムで聖ヨハネの火が灯される。この行事は数十年前からシュタインハイム歴史協会の主導で行われている。数年前からは、聖ヨハネの火をきっかけに旧市街祭が開催されるようになっている。この祭ではシュタインハイム旧市街の全域で地元のサークルが訪問者をもてなす。
伝統的な期日に関する取り決めで、聖ヨハネの火は週末には点火されない。6月23日が土曜日の場合には金曜日に、日曜日の場合は月曜日に開催されることと決められている。

#### 週の市
ハーナウの週の市は、週2回、水曜日と土曜日に開催される。この市は、ハーナウ＝ノイシュタットの創設協定に基づいている。この協定とは、1597年6月1日にフィリップ・ルートヴィヒ2世が、フランスやスペイン支配下のオランダからのカルヴァン派難民と締結した "Kapitulation der Neustadt Hanau" で、これにより彼らは新たに創設されたハーナウ＝ノイシュタットに定住することとなった。この協定は、1604年に "Transfix der Neustadt Hanau" によって補完された。この協定は市民に市場開催権を保障した。この市は、今日に至るまでノイシュタットのマルクト広場で開催され、食品供給の機能を担っている。その多くは近在の農家からのものである。これはヘッセン州最大の週の市である。アドヴェントの時期には、ここでクリスマスマーケットが開かれる。

#### ランボイ祭
1635年から1636年にかけてハーナウ要塞はランボイ将軍が率いる皇帝軍に包囲された。ハーナウはその数年前に建設されたばかりの最新の防衛システムによって護られていた。近隣の村から1000人以上の住民がこの街に流入し、悲惨な状況に陥った。1636年6月、ヘッセン＝カッセル方伯ヴィルヘルム5世麾下の援軍が 9か月に及んだ包囲戦を終結させた。ヴィルヘルム5世は、ハーナウ＝ミュンツェンベルク伯フィリップ・ルートヴィヒ2世の娘アマリー・エリーザベトと結婚していたのであった。この解放直後から毎年感謝の礼拝が行われるようになり、これが1800年頃からランボイ祭が成立した。初めは、その一部がこの地域に含まれるだけであったランボイの森で開催されていたが、現在はこの森の中にランボイ街区が形成されている。数年前からアルトシュタットの金細工師の館周辺で行事が行われている。

#### 市民祭
1958年に当時のハーナウ市上級市長ハインリヒ・フィッシャーの主導で、第二次世界大戦後の市民による復興作業を記念して創設された。この祭は数年前から 9月にフィリップスルーエ城近くのマイン川の河原で開催されている。伝統的な祭の開催地は90年代まではフィリップスルーエ城の城館公園であった。ここにハーナウの各サークルによってテントが建てられた。毎年、歴史的な庭園、文化財に多大な損傷が加わることから、祭の会場が移されたのである。2002年と2003年には経費上の理由でこの祭は中止になった。

### 文化行事

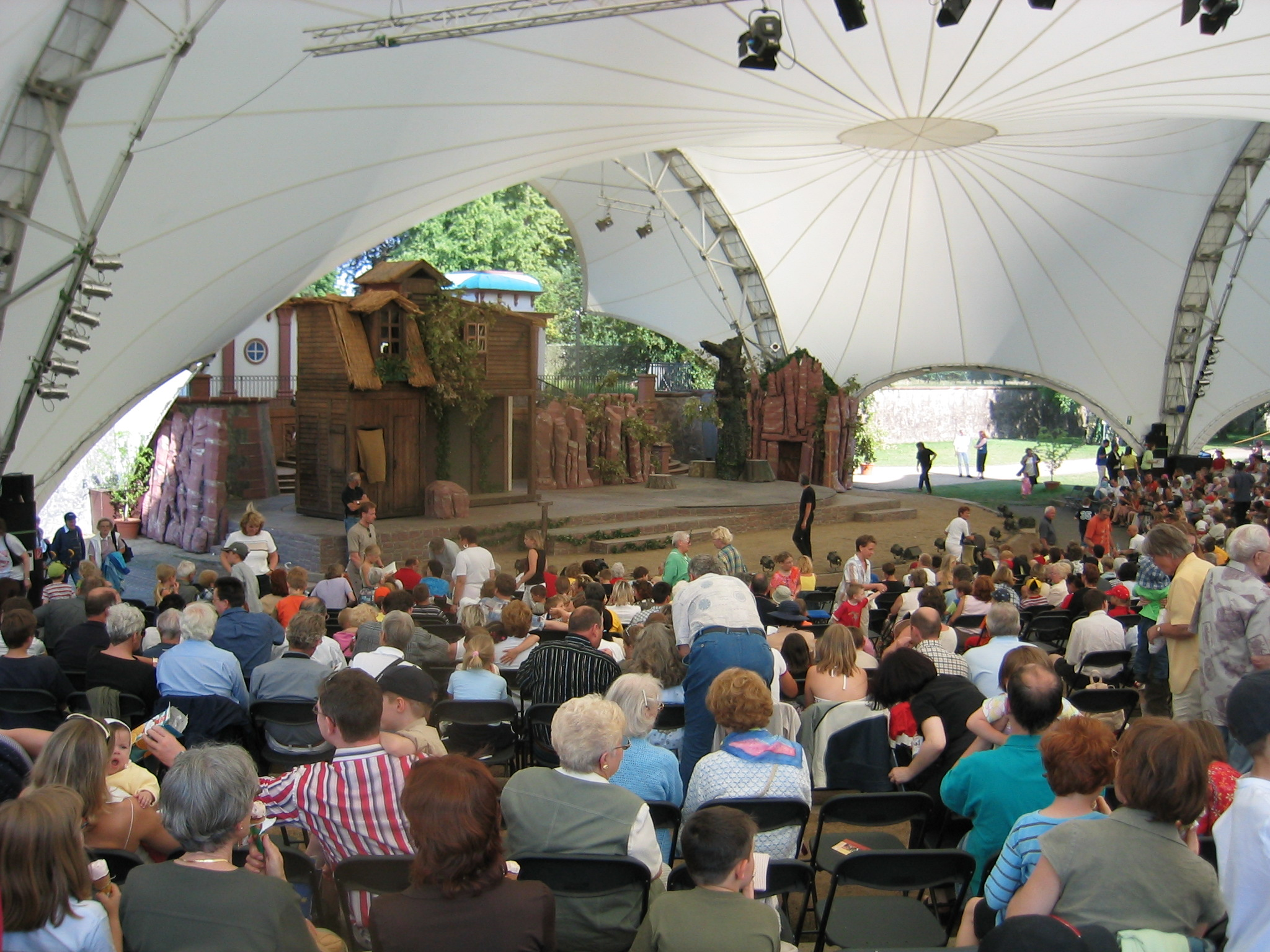
グリム兄弟メルヒェン演劇祭（2003年）

#### グリム兄弟メルヒェン演劇祭
グリム兄弟メルヒェン演劇祭は、毎年5月から7/8月の時期にフィリップスルーエ城の城館庭園に隣接するアムフィー劇場で開催される。グリム兄弟とハーナウ市の美しさを記念して彼らが収集したメルヒェンが上演される。

#### フィリップスルーエ城館コンサート
フィリップスルーエ城館コンサートは、1987年から開催されているコレギウム・インツトゥルメンターレ・アロイス・コットマンによるクラシック音楽の演奏会で、フィリップスルーエ城内の部屋や城館公園、アムフィー劇場のグリム兄弟メルヒェン演劇祭のステージでも公演が行われる。

### 栄誉と賞

#### パウル・ヒンデミット賞
この街出身者のパウル・ヒンデミットを記念して、ハーナウ市は2000年からハーナウ市パウル・ヒンデミット賞を授与している。

#### グリム兄弟賞
グリム兄弟を記念して、市は1983年からハーナウ市グリム兄弟賞を授与している。

#### アウグスト・ガウル・メダル
アウグスト・ガウル・メダルは、グロースアウハイム出身のアウグスト・ガウルを記念したものである。ハーナウ市は、文化・芸術領域で多大な貢献のあった機関や個人に授与している。

### スポーツクラブ
マイン＝キンツィヒ郡で会員数最大のクラブがトゥルンゲマインデ 1837 ハーナウ a.V. である。この他にハーナウはヘッセンで最も古いサッカークラブである 1. ハーナウアー FC 1893 e.V.および TSV ハーナウ 1860 がある。TSV ハーナウ 1860 と同じ年に TV ケッセルシュタットも創設された。ハーナウにはアメリカンフットボールチーム、ハーナウ・ホーネッツもある。ハーナウアー THC（テニスとホッケーのクラブ）は 1200人以上のアクティブな会員を擁している。また、TFC 1869 ハーナウはドイツで最も古いフェンシングクラブの一つである。さらにハーナウには 3つの伝統豊かなボートクラブ、ハーナウアー・ルーダーゲゼルシャフト 1879、ハーナウアー・ルーダークラブ・ハッシア、ルーダークラブ・メーヴェ・グロースアウハイムがある。ハーナウには、卓球ブンデスリーガに所属する TG ハーナウもある。ハーナウのヴィルヘルムスバートの温泉施設近くにあるゴルフ場は、ドイツで最も優れた施設に数えられる。

## 経済と社会資本

### 交通
市の中心からフランクフルト空港への距離は、わずかに約 30 km である。

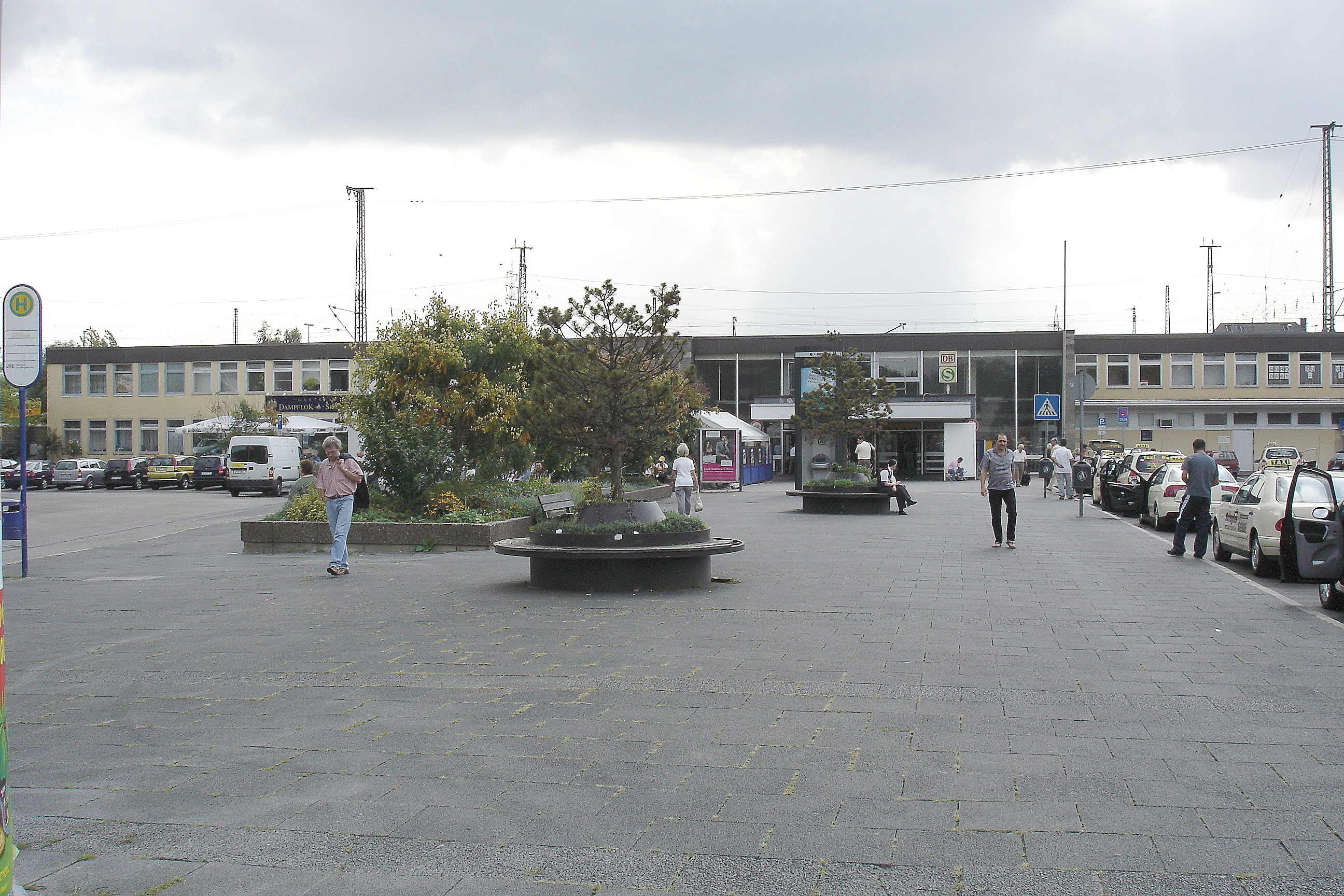
ハーナウ中央駅

#### 鉄道
ハーナウ中央駅は、6つの路線の鉄道分岐点となっている。
- フランクフルト＝ハーナウ鉄道 (RE/RB 55)
- マイン＝シュペッサルト鉄道（ハーナウからアシャッフェンブルク中央駅）(RE 54、RE 55、RB 58)
- キンツィヒタール鉄道、フルダ行き (RE 50、RB 51)
- フランクフルト＝ベープラ鉄道（西方面）オッフェンバッハ中央駅、フランクフルト・アム・マイン中央駅行き、多くの列車とICE、SバーンのS8、S9が運行している。（Sバーンはオッフェンバッハ以西で、新設された専用トンネル（ドイツ語版）に入る）
- フリートベルク＝ハーナウ鉄道 (RB 49)
- オーデンヴァルト鉄道 (RE/RB 64) バーベンハウゼン、グロース＝ウムシュタット＝ヴィーベルスバッハ、エアバッハ、エーバーバッハ方面

カールグルント鉄道はハーナウに乗り入れていないが、カール・アム・マインとハーナウとの間はマイン＝シュペッサルト鉄道が利用できる。
さらにかつては、ヒュッテンゲゼースやランゲンゼルボルト行きのハーナウ軽便鉄道やハーナウ工業鉄道があった。
ハーナウには、上記の路線が交差する中央駅の他に、フランクフルト＝ハーナウ鉄道のハーナウ西駅およびハーナウ＝ヴィルヘルムスバート駅、マイン＝シュペッサルト鉄道のグロースアウハイム駅、キンツィヒタール鉄道のヴォルフガング駅、ライン＝マインSバーンのシュタインハイム（マイン）Sバーン駅、ハーナウ＝フリートベルク鉄道のハーナウ北駅（かつてはハーナウ軽便鉄道もここを終点としていた）、オーデンヴァルト鉄道のハーナウ＝クライン・アウハイム駅がある。ハーナウ車両基地は現在、保存鉄道の基地となっている。

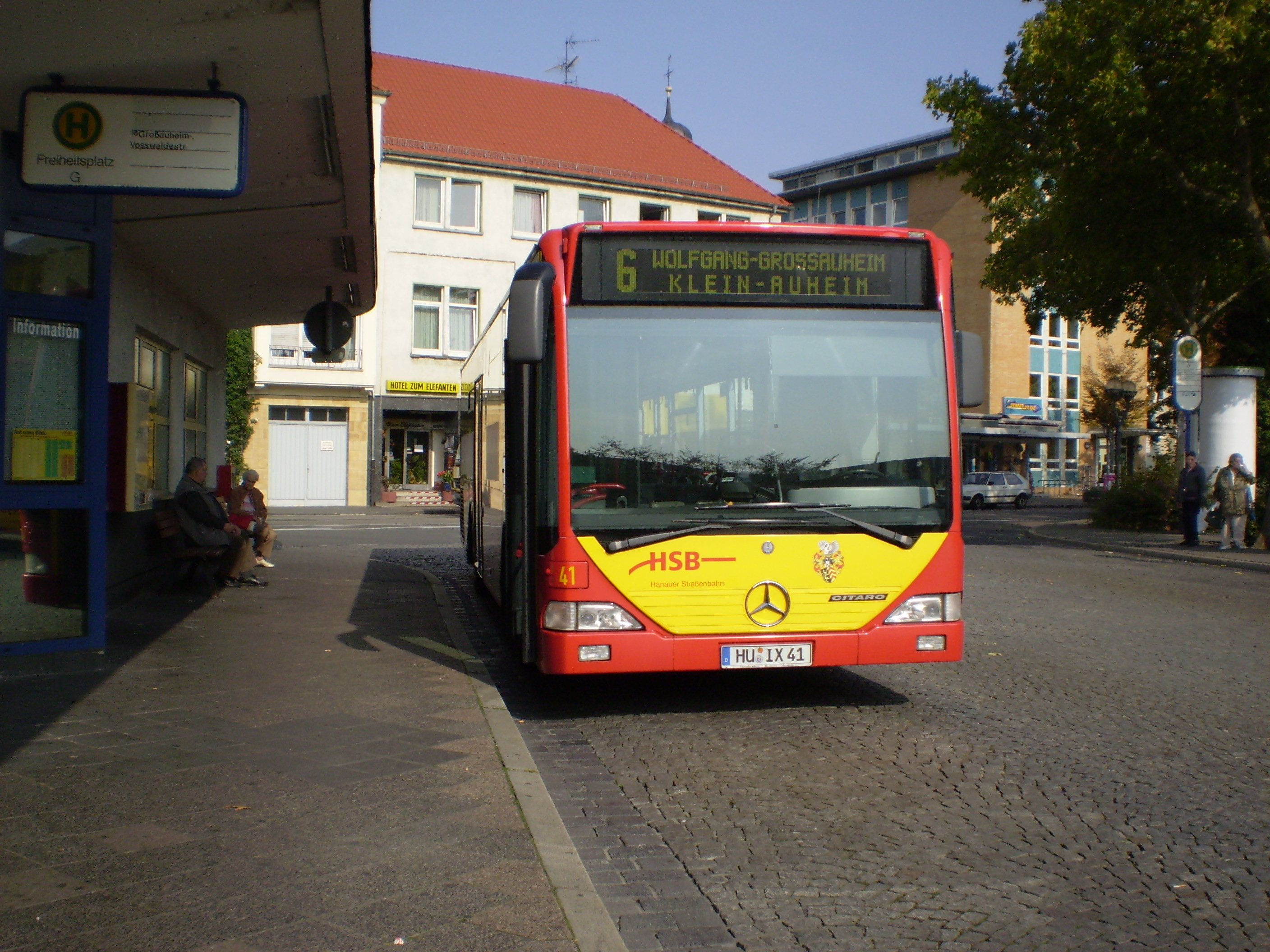
ハーナウ市内を運行するバス

#### 道路
この街は、良く整備された広域道路網に面している。これには連邦アウトバーン A3号線、A45号線、A66号線、連邦道 B8号線、B43号線、B43a号線、B45号線が含まれる。この他に州道や郡道が市域を通っている。

#### 近郊交通
ハーナウの市内近郊交通は主にハーナウ道路交通 GmbH が担っている。

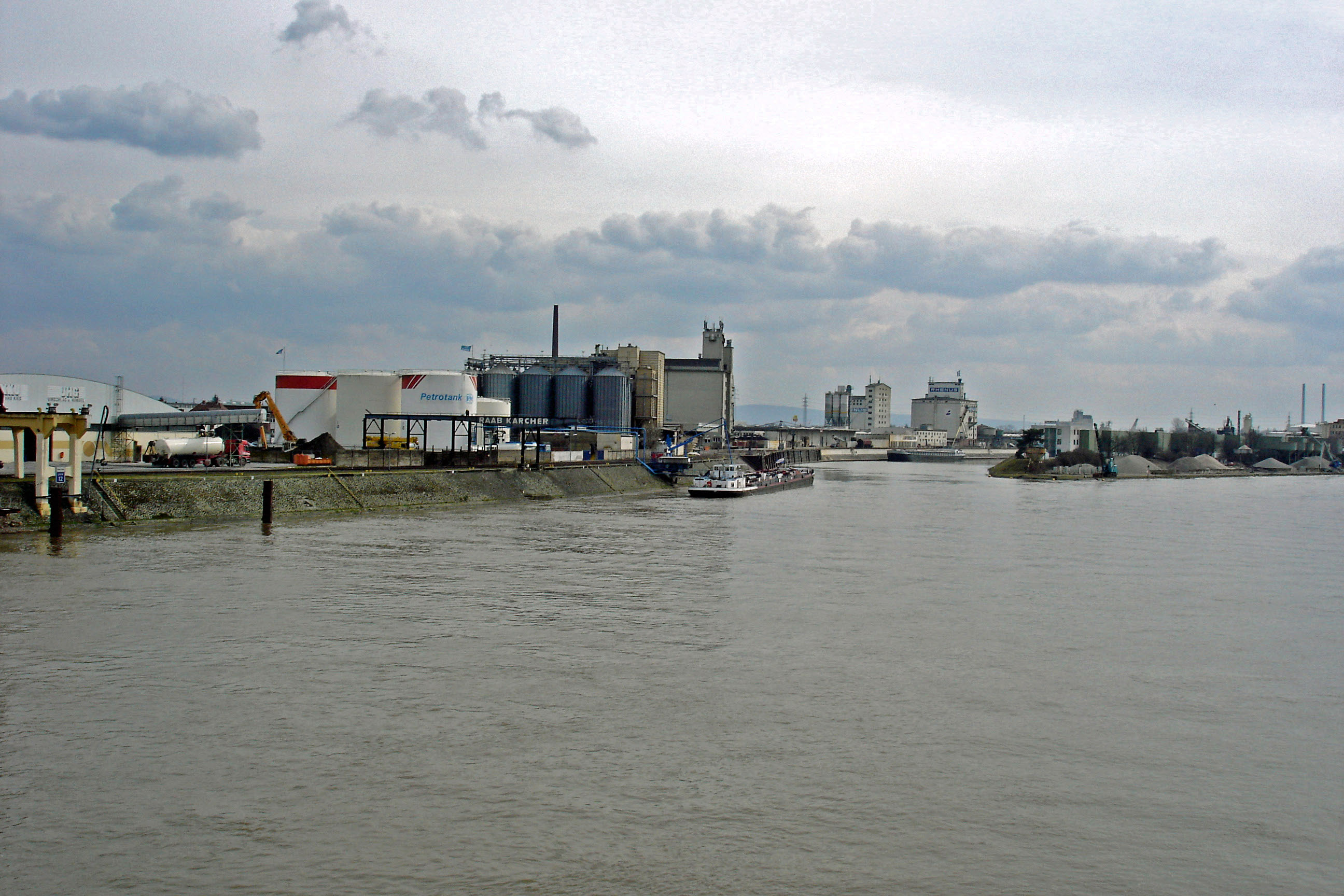
マイン川のハーナウ港

#### マイン川の港
ハーナウのマイン港は、マイン川、マイン＝ドナウ運河、ドナウ川沿い最大の積み替え港である。

### 商工業
ハーナウは、重要な企業の所在地である。特に金属加工業、人工樹脂加工業、医科・歯科技術、化学産業、施設建設業などである。歴史的には、ドイツ最初のファヤンス焼きの産業が興り、金細工や装飾品加工業の長い伝統がある。

### 失業率
ハーナウ労働局管区の失業率は上昇している。2008年4月の失業率は 5.6 % であり、ヘッセン州の平均 6.8 % を下回った。

### 官公庁
ハーナウは、ハーナウ区裁判所の所在地である。

### 医療・健康
ハーナウには、フランクフルトのヨハン＝ヴォルフガング＝ゲーテ大学の研修病院にもなっている市立病院の他に、カトリックの「聖ヴィンツェンツとパウルの慈悲深き姉妹団」が運営する病院がある。老人養護には、異なる団体が運営する5つの養護施設がある。

### 教育
ハーナウには 15校の基礎課程学校がある。ミッテルブーヒェン区の生徒は、ヴァッヒェンブーヒェンの子供たちと一緒にマインタール＝ヴァッヒェンブーヒェンの基礎課程学校に通う。本課程学校と実科学校については、それぞれ重点科目の異なる学校が 4校ある。ホーエ・ランデスシューレ、カール＝レーバイン＝シューレ、私立パウル＝ゲルハルト＝シューレの3校のギムナジウムおよび 2校の総合学校は一般教養の教育形態の素地を形成している。
職業学校は、様々な施設が数多くある。その中で州立ツァイヒェンアカデミーは、金細工師のマイスター養成機関であり、GSG-救助サービス学校ヘッセンは救助員や救急補助員養成の養成機関である。
ハーナウには全部で 3校の養護学校がある。教育の機会は社会人教育のための国民大学、音楽学校、若年芸術学校、家庭教育機関、若年教育機関、キンツィガウ環境センターによって補完されている。

## 人物

### 出身者

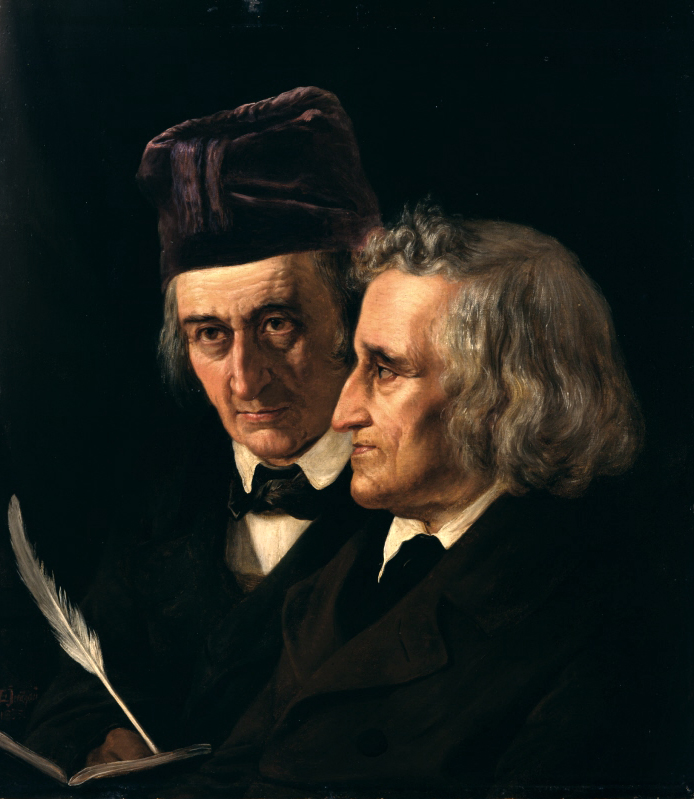
グリム兄弟。ヤーコプとヴィルヘルム

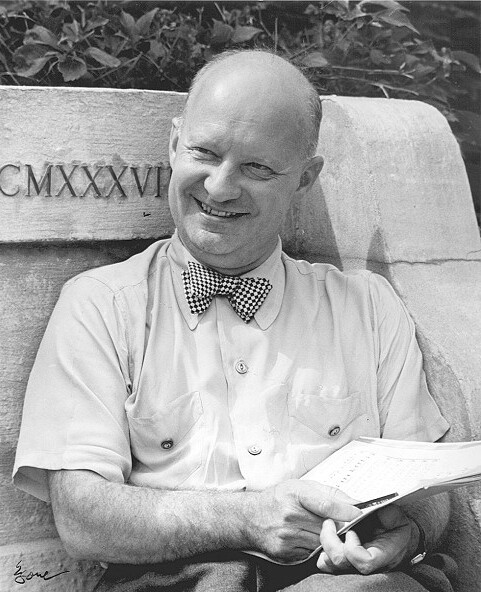
パウル・ヒンデミット

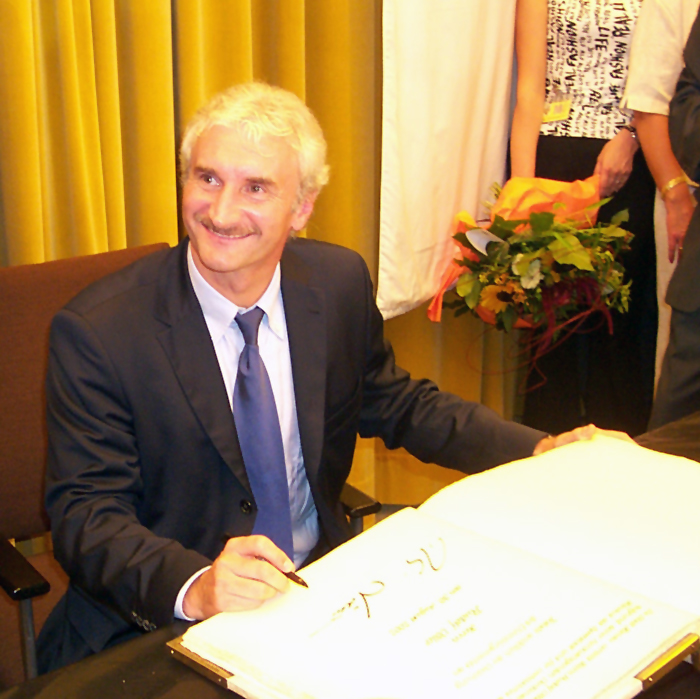
ルディ・フェラー

- フィリップ3世（1462年 - 1504年）ハーナウ＝リヒテンベルク伯
- フィリップ・ルートヴィヒ2世（1576年 - 1612年）ハーナウ＝ミュンツェンベルク伯
- アマリー・エリーザベト・フォン・ハーナウ＝ミュンツェンベルク（1602年 - 1651年）ヘッセン＝カッセル方伯の後見領主として統治した
- フランシスクス・シルヴィウス（1614年 - 1672年）医師、解剖学者
- フィリップ・ルートヴィヒ3世（1632年 - 1641年）ハーナウ＝ミュンツェンベルク伯
- カール・アウグスト・フリードリヒ（1704年 - 1763年）ヴァルデック＝ピルモント侯
- フリードリヒ・ブーリ（1763年 - 1823年）画家
- マリア・フォン・ヘッセン＝カッセル（1767年 - 1852年）デンマーク王妃
- マリー・フリーデリケ・フォン・ヘッセン＝カッセル（1768年 - 1839年）ヘッセン選帝侯ヴィルヘルム1世の娘
- カロリーネ・アマリー・フォン・ヘッセン＝カッセル（1771年 - 1848年）ザクセン＝ゴータ＝アルテンブルク公妃
- ヨハン・フィリップ・アキレス・ライスラー（1771年 - 1813年）医師、動物学者
- ゲオルク・カンクリン（1774年 - 1845年）ドイツ＝ロシアの将軍、政治家
- ヴィルヘルム2世（1777年 - 1847年）ヘッセン選帝侯
- ヨハン・ペーター・クラフト（1780年 - 1856年）画家
- ヤーコプ・グリム（1785年 - 1863年）言語学者、文学者、メルヘン採集家。「グリム兄弟」の兄
- ヴィルヘルム・グリム（1786年 - 1859年）言語学者、文学者「グリム兄弟」の弟
- ルートヴィッヒ・グリム（1790年 - 1863年）画家、銅版画家。「グリム兄弟」であるヤーコプとヴィルヘルムの弟
- ルートヴィヒ・ハッセンプフルーク（1794年 - 1862年）政治家
- マリー・フォン・ヘッセン＝カッセル（1796年 - 1880年）メクレンブルク＝シュトレーリッツ大公妃
- ハインリヒ・クール（1797年 - 1828年）動物学者
- モーリッツ・ダニエル・オッペンハイム（1800年 - 1882年）肖像画家、歴史画家
- ヘルマン・コップ（1817年 - 1892年）化学者
- ルイ・アッピア（1818年 - 1898年）外科医
- エドゥアルト・プフリューガー（1829年 - 1910年）物理学者
- ローザ・アルバッハ＝レッティー（1874年 - 1980年）オーストリア人の女優
- フリッツ・アルベルティ（1877年 - 1954年）俳優
- パウル・ヒンデミット（1895年 - 1963年）ヴィオラ奏者、作曲家
- ヨアヒム・ツィーグラー（1904年 - 1945年）SS旅団長、武装親衛隊少将
- オットー・ツェルナー・ショル（1909年 - 2007年）植物学者
- レナーテ・シュミット（1943年 - ）政治家
- クラウス・ライヒェルト（1947年 - ）フェンシング選手
- ボード・シュペリング（1952年 - ）画家
- ハラルト・シュミット（1957年 - ）陸上競技選手
- ドミニク・ラーケ（1958年 - ）俳優、脚本家
- ダニエラ・シャット（1960年 - ）ジャーナリスト、ヨアヒム・ガウクの妻
- ルディ・フェラー（1960年 - ）サッカー選手
- ミヒャエル・パウル（1961年 - ）ハンドボール選手
- トーマス・ベルトルト（1964年 - ）サッカー選手
- ゲルハルト・ヒンメル（1965年 - ）レスリング選手
- タイフル・ハヴチュ（1970年 - ）トルコ人サッカー選手
- ダニエル・シメン（1985年 - ）サッカー選手
- マルコ・ルス（1985年 - ）サッカー選手
- メルギム・マフライ（1986年 - ）サッカー選手
- クレショ・リュビチッチ（1988年 - ）クロアチア人サッカー選手
- ユーリアン・ロイス（1988年 - ）陸上競技選手

## 引用
1. ↑  Hessisches Statistisches Landesamt: Bevölkerung in Hessen am 31.12.2023 (Landkreise, kreisfreie Städte und Gemeinden, Einwohnerzahlen auf Grundlage des Zensus 2011)]
2. ↑  Max Mangold, ed (2005). Duden, Aussprachewörterbuch (6 ed.). Dudenverl. p. 387. ISBN 978-3-411-04066-7
3. ↑  2011年3月27日の市議会議員選挙結果、ヘッセン州統計局（2012年12月12日 閲覧）
4. ↑  Werner Kurz: Das Hanauer Lamboyfest. In: Hanauer Geschichtsverein: Der Dreißigjährige Krieg in Hanau und Umgebung. 2011, OCLC 729350388, pp. 321-334. (= Hanauer Geschichtsblätter 45)
5. ↑  Eckhard Meise: Die Lamboybrücke und das Lamboyfest. In: Hanauer Geschichtsverein: Der Dreißigjährige Krieg in Hanau und Umgebung. 2011, OCLC 729350388, pp. 335-395. (= Hanauer Geschichtsblätter 45)
6. ↑  Werner Kurz: Mit dem Bürgerfest ein Stück Hanauer Identität gestiftet. In: Hanauer Anzeiger.、2008年8月30日付け、第33面
7. ↑  Website der グリム兄弟メルヒェン演劇祭 (hanau.de)（2012年12月16日 閲覧）
8. ↑  1. Hanauer FC 1893 e.V.（2012年12月18日 閲覧）